# Analisi immaginativa
L'analisi immaginativa si colloca nell'ambito delle “Tecniche Immaginative”, con altre tecniche che fanno uso dell'Immagine Mentale quali il “rêve éveillé dirigé (RED)” di Robert Desoille, l'”Oniroterapia” di A. Virel, "l'analisi immaginativa" di L. Peresson, "la psicosintesi" di R.Assagioli o l'I.T.P. di L. Rigo. È una forma di psicoanalisi, nella quale si sostiene la necessità di passare dal lavoro terapeutico sulle immagini (proprio del Rêve éveillé dirigé e degli altri metodi di imagerie mentale) al lavoro con le immagini. Presenta un 
(Augusto Ermentini)
allo stesso tempo viene ritenuta una sintesi fra la profondità della visione psicoanalitica e la efficacia e brevità dei protocolli comportamentisti (Massimo Soldati)

## Storia
Il metodo fu ideato negli anni settanta da Gianmario Balzarini (1945-1986), che fondò nel 1972 la Società italiana di psicoterapia analitica immaginativa (SIPAI) e nel 1979 a Cremona l'Istituto di analisi immaginativa. I suoi collaboratori fondarono in seguito la Società italiana di analisi immaginativa (SIAI).

## Metodo

### Concetto di immaginario in psicologia
La psicologia ha oscillato tra una concezione dell'immaginazione come fondamento dell'attività ideativa, e una nozione di immaginazione come conoscenza particolare e tecnica peculiare dell'attività dell'artista: 
(Gianmario Balzarini, Clorinda Salardi)

### Concetto di immaginario nel pensiero psicoanalitico
Secondo Sigmund Freud, la fantasia è un prodotto tipico di tutta l'umanità; essa predomina nell'infanzia, permane nell'attività psichica dell'adulto come compensazione alla frustrazione e ai desideri imposta dalla realtà, prende il sopravvento in due categorie di persone con risultati diversi: da una parte i malati nevrotici, in cui l'eccesso di fantasia porta ai sintomi e alla malattia; dall'altra gli artisti, nei quali porta alla creazione.
Melanie Klein descrive  lo sviluppo della mente infantile, nei primi anni di vita, come la creazione di un mondo fantasmatico interno, intensamente emotivo, popolato dai rapporti tra l'Io e gli oggetti buoni. La fantasia, nell'accezione kleiniana, risale alle prime fasi della vita, è radicata nel corpo ed è perciò estranea al linguaggio e nasce piuttosto da una capacità di sentire le cose, ancora prima di poterle pensare e dirle.
Harry Guntrip osserva che i sogni, i giochi dei bambini, le fantasticherie, i miti e le leggende dei popoli primitivi, le creazioni della letteratura e dell'arte di tutti i tempi dispiegano l'attività creativa, inventiva, immaginativa della mente umana; attività che, a differenza della scienza, non mira a una descrizione della realtà esterna attraverso l'intelletto, ma piuttosto a una espressione accurata del mondo psichico interno.
Donald W. Winnicott, sostiene che la vita immaginativa ha le sue radici nel corpo, ma, ancora di più rispetto a Melanie Klein, sottolinea che il corpo e la psiche sono un'unità inscindibile, nella quale la possibilità di distinguere l'uno dall'altra dipende solamente dal punto di vista dal quale ci si pone. 
(Donald W. Winnicott)

### Embriologia della mente
L'analisi immaginativa pone alla base della relazione terapeuta-paziente il transfert, che è lo spostamento di desideri, di affetti primitivi, di pulsioni aggressive e quindi di fantasmi inconsci del paziente sull'analista. Ne deriva quindi che l'uso privilegiato dell'immaginario ci porta a considerare le fasi più primitive dell'esperienza fantasmatica. D'altra parte, l'impossibilità di descrivere e di interpretare tali esperienze arcaiche per mezzo di parole che, designandole, possono talora alterare la natura originaria di esse, porta a considerare lacunose e insufficienti le teorie relative alla conoscenza dei fenomeni mentali più precoci e primitivi.
Michael Balint sottolinea che la psicoanalisi per lungo tempo si è basata sul linguaggio del pensiero espresso con le parole, rimanendo con ciò troppo distante dalla possibilità di cogliere direttamente sentimenti e sensazioni, che sono verbalmente intraducibili in quanto geneticamente anteriori rispetto al pensiero verbale.
L'analisi immaginativa, parte dalla importanza clinica di interessare il paziente alle proprie sensazioni somatiche. È attraverso il coinvolgimento del corpo, contemporaneamente al recupero della sensorialità e dei suoi vissuti cenestesici profondi, che si potrà creare quel buon contenitore delle ansie e delle proiezioni conflittuali del paziente, per arrivare a internalizzare nuove modalità di funzionamento mentale. La funzione fondamentale del corpo, è di consentire lo schiudersi dell'immaginario individuale, che nulla ha da condividere con le fantasticherie sostanzialmente difensive ed evasive, per diventare linguaggio intimo. autentico e sentito. Nello ‘spazio immaginario’, che nell'analisi immaginativa in tal modo viene a formarsi, il bambino crea il suo primo simbolo concreto, e in seguito matura il suo gioco scenico e creativo.

### Identità dell'analisi immaginativa
Claudio Widmann ricorda che nelle terapie immaginative moderne la convinzione che le immagini appartengano prevalentemente all'inconscio e che possiedano un valore simbolico è assai diffusa. Sottolinea che l'analista, che utilizza i metodi dell'analisi immaginativa, favorisce nel paziente la capacità di comprendere il significato profondo e inconscio delle immagini: non spiega o comunica questo significato al paziente. (Le radici antropologiche delle terapie immaginative)
L'immagine è la linea di demarcazione del corpo dalla mente e, allo stesso tempo, ciò che li unisce. Susan Sutherland Isaacs osserva che le prime fantasie vengono elaborate soprattutto su impulsi orali, assieme al gusto, al tatto, su sensazioni cenestesiche, viscerali e su altre sensazioni somatiche. Esse costituiscono pertanto un'esperienza corporea, in quanto sono sperimentate nel corpo. Che le radici dell'attività mentale affondino nel corporeo è ulteriormente confermato dalla patologia della mente che origina da vissuti precoci: essi hanno nel corpo la loro espressione primaria.
(Gianmario Balzarini, Clorinda Salardi)

Come afferma Otto Binswanger, l'uomo non solo possiede un corpo, ma anche è un corpo: 
(Otto Binswanger)

L'analisi immaginativa ricorre, oltre che alla comunicazione verbale, alla comunicazione del corpo e dell'immaginario. L'importanza accordata al corpo aiuta l'analizzato a comprendere: 
(Gianmario Balzarini, Clorinda Salardi)
Il corpo, nella stanza analitica, è pregnante di messaggi, di comunicazioni non verbali, di sottintesi relazionali, il cui significato non è sempre univoco.
È importante che l'analista sappia cogliere il sentimento e l'emozione, che comportamenti e atteggiamenti corporei comunicano in momenti particolari della seduta analitica, affinché non esistano semplicemente messaggi muti del corpo, ma intervenendo opportunamente, dia la possibilità al paziente di verbalizzare quello che sta provando, sentendo e sperimentando col corpo.
(Alberto Bimbi)
(Gianmario Balzarini, Clorinda Salardi)